# 丰特奈修道院
丰特奈修道院（法语：Abbaye de Fontenay）是一座位于法国科多尔省马尔马涅的熙笃会修道院。始建于12世纪，是欧洲最古老的熙笃会隐修院之一。由圣伯尔纳铎在勃艮第山谷中建造，建筑上属罗马式建筑风格，修道院的教堂、回廊、餐厅、住宿区、面包房和钢铁厂一起，显示了早期熙笃会隐修士自给自足的理想生活。1981年丰特莱隐修院被列入世界遗产名录。

## 圖片

Abbaye cistercienne de Fontenay
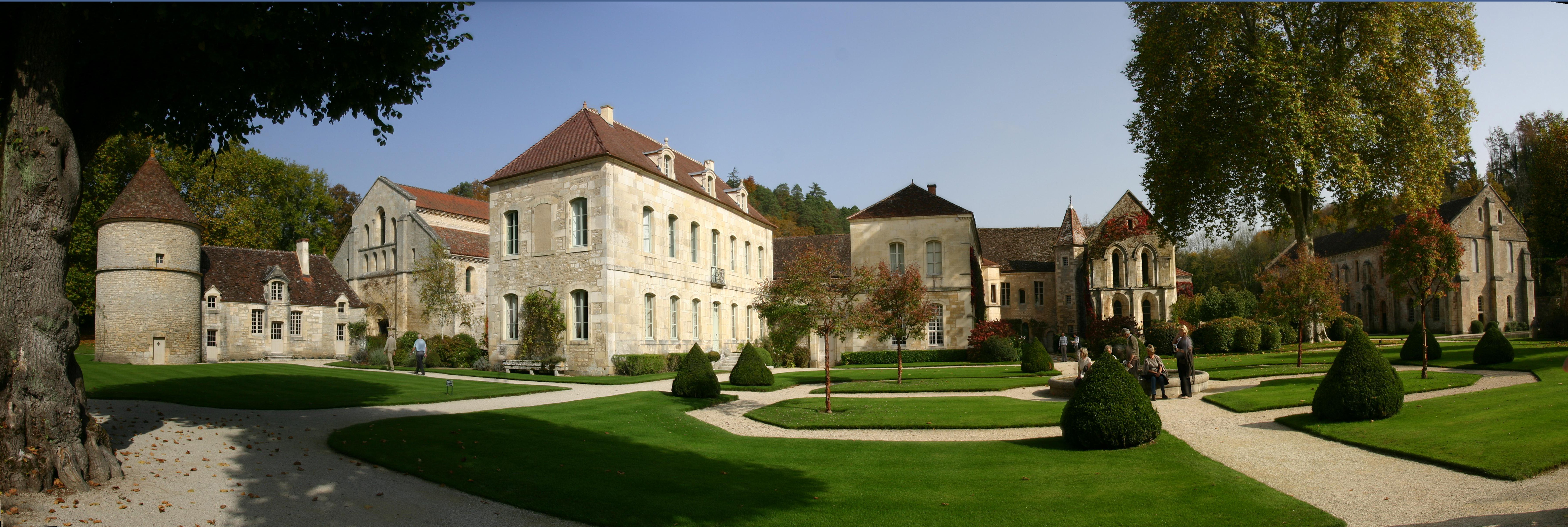
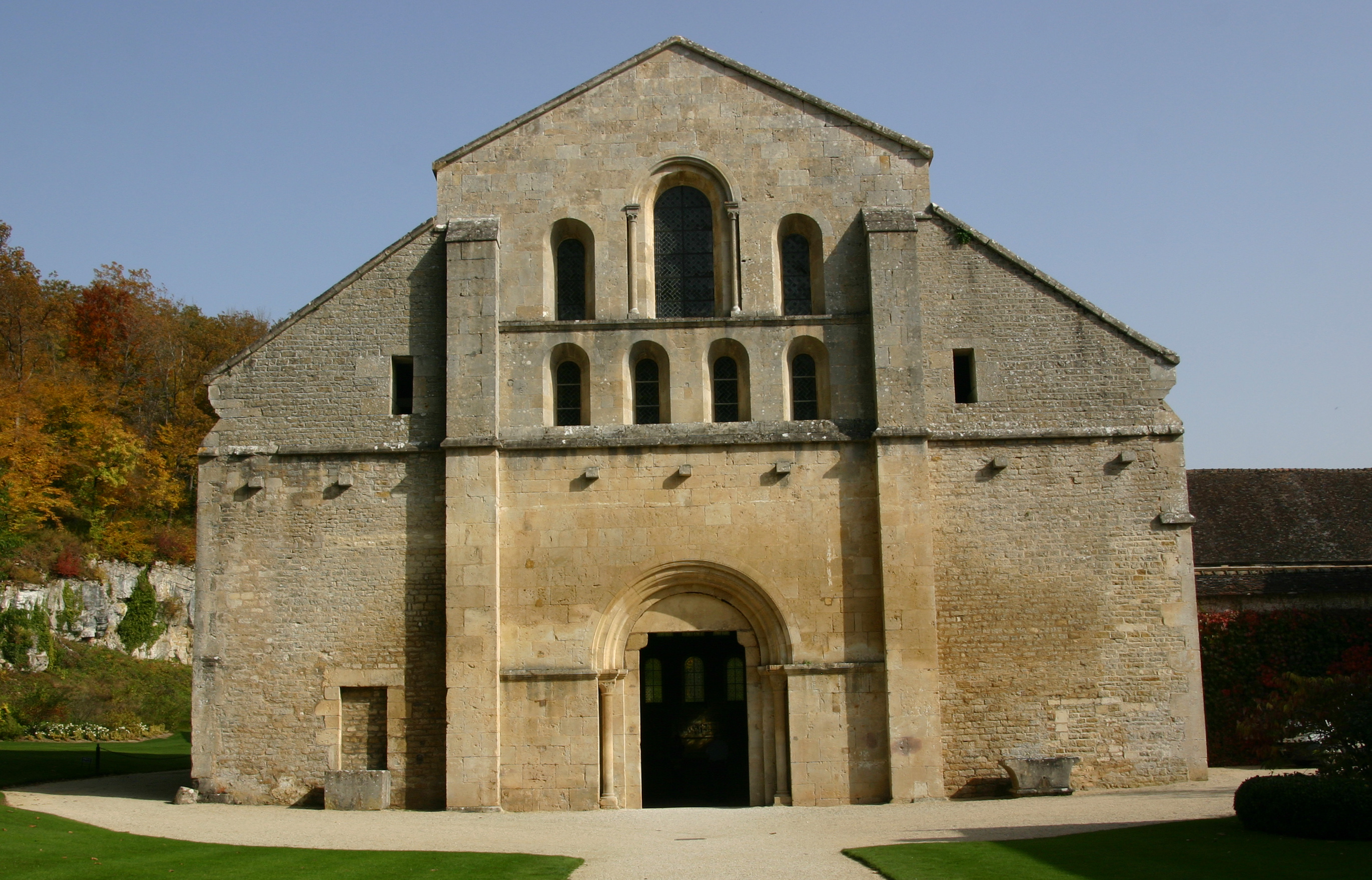
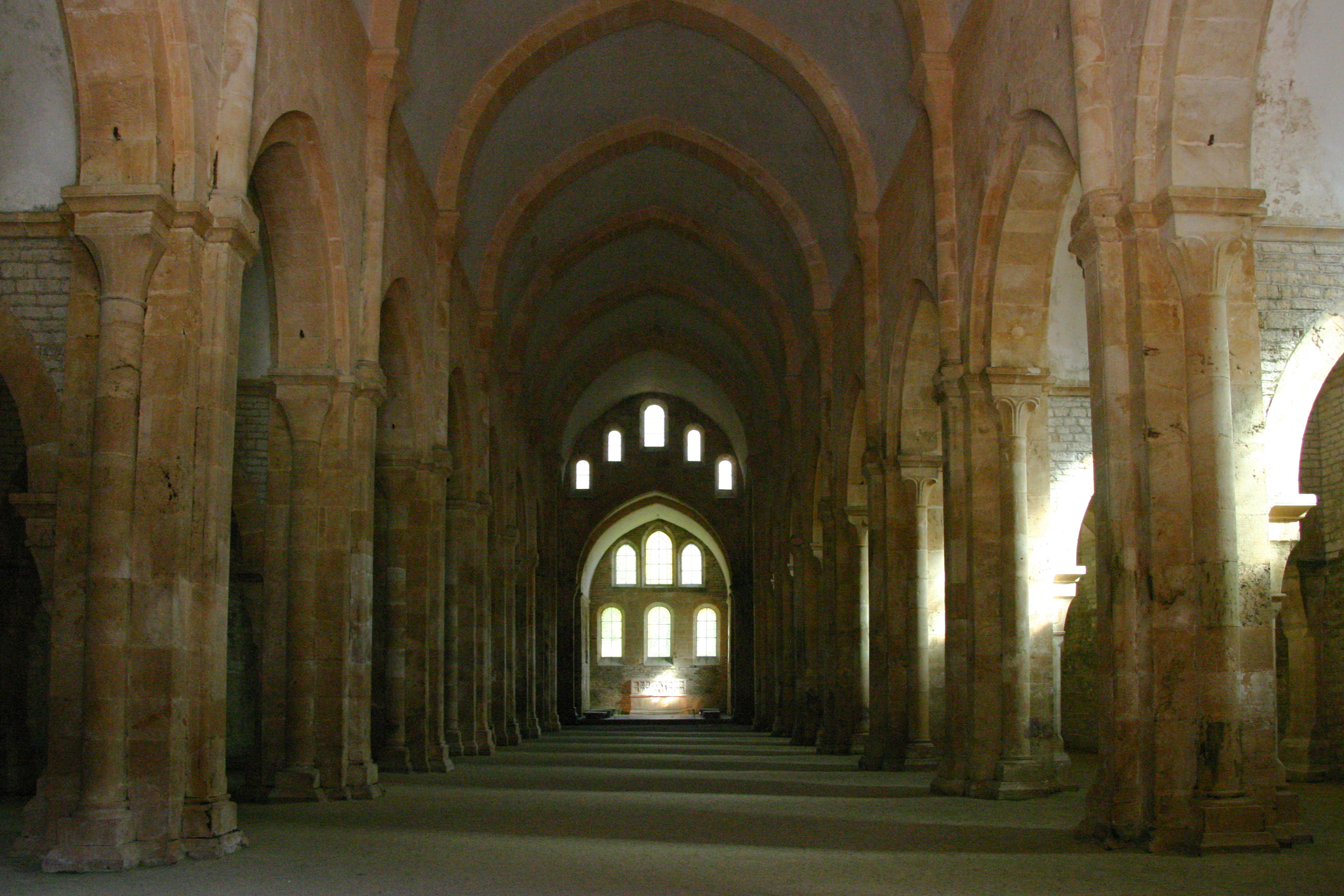
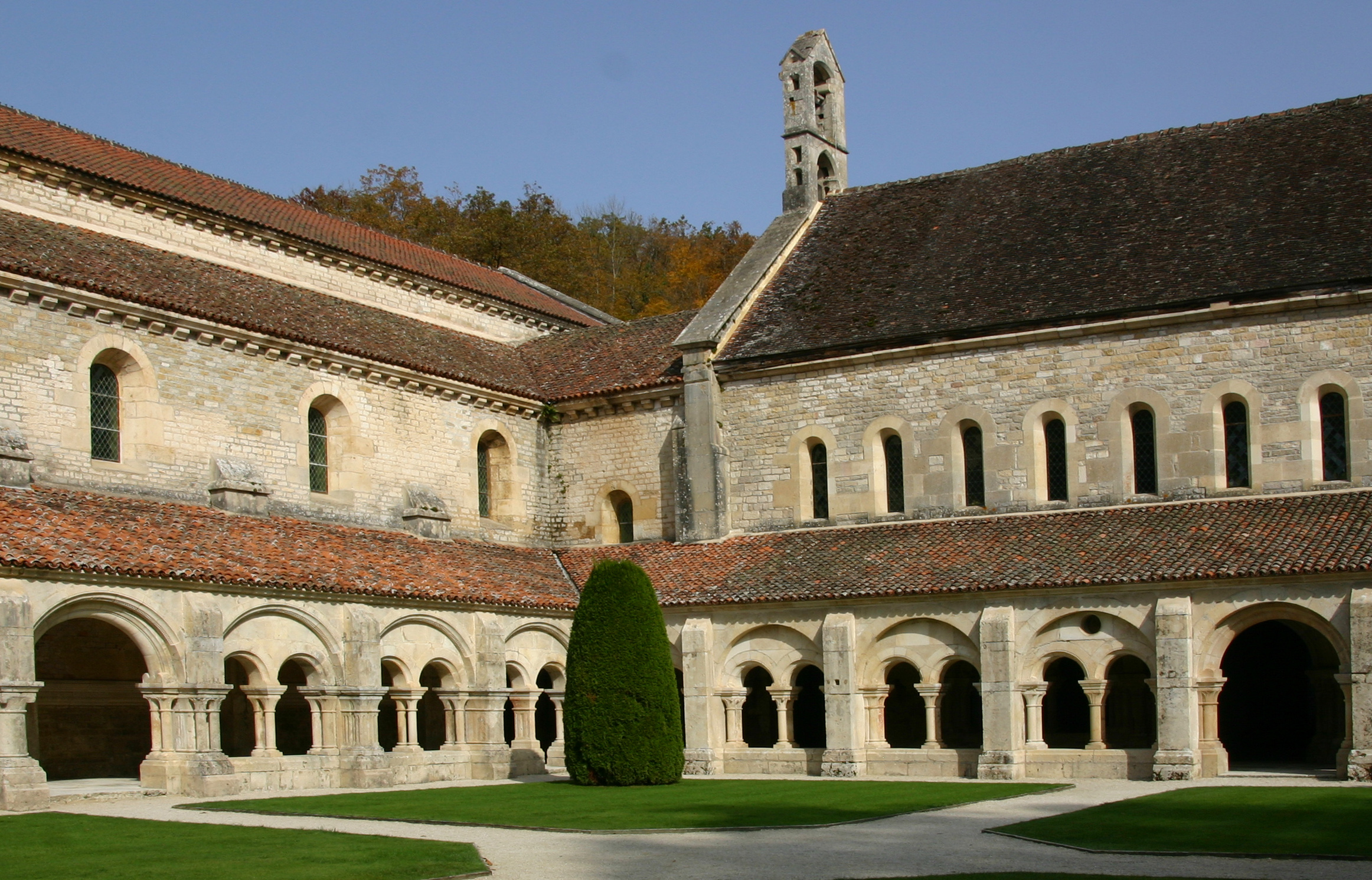
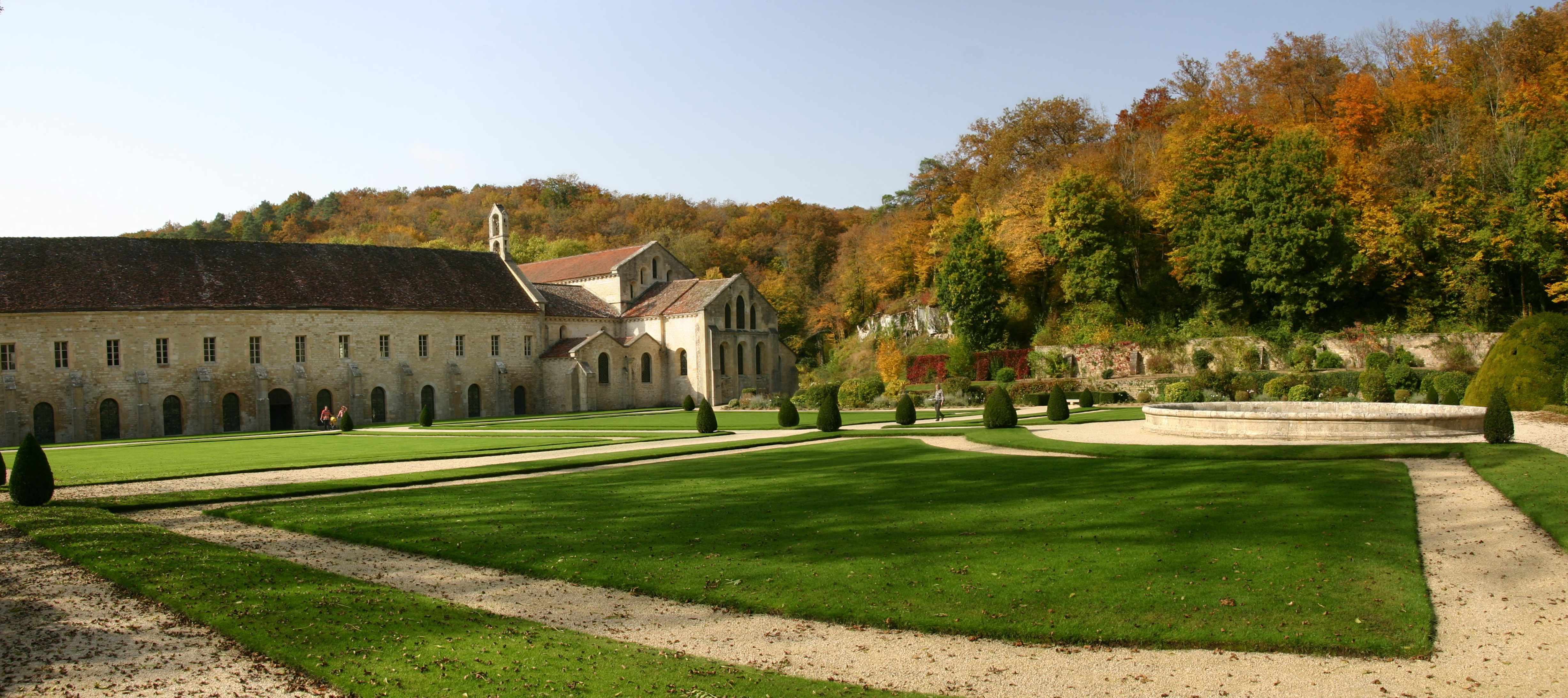
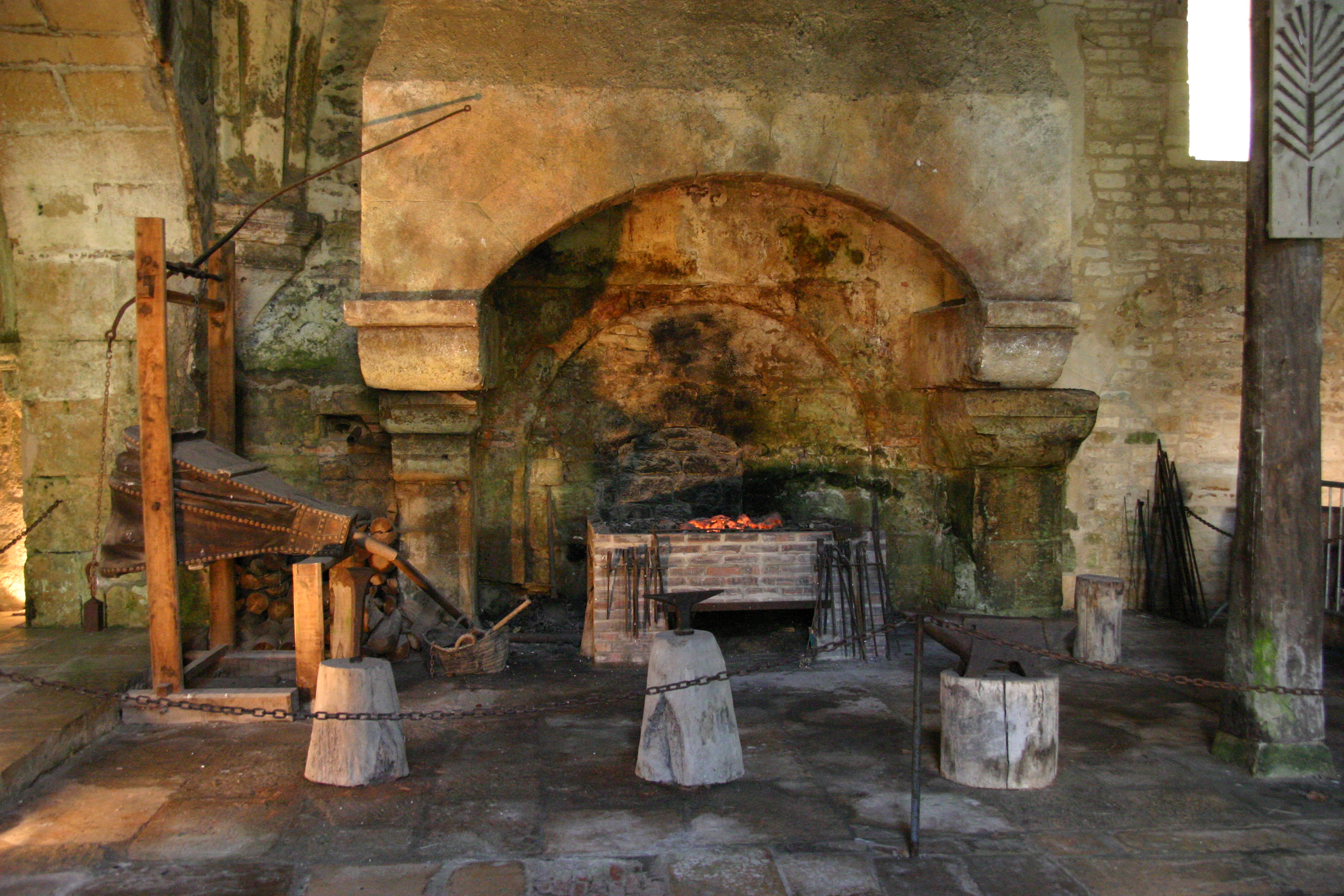